# Ologamasus cananeiae
Ologamasus cananeiae är en spindeldjursart som beskrevs av Silva, Moraes och Krantz 2007. Ologamasus cananeiae ingår i släktet Ologamasus och familjen Ologamasidae. Inga underarter finns listade i Catalogue of Life.